# Villy Fuglsang
Villy Fuglsang també conegut com Fuglen -ocell- (17 d'abril de 1909 a Radstrupgaard a Marslev - 5 de setembre de 2005 a Aalborg) va ser un comunista danès des que s'afilià a la Joventut Comunista de Dinamarca el 1928 fins a la seva mort el 2005. Brigadista a la guerra civil espanyola (1936-1938), posteriorment presoner del camp de concentració d'Stutthof (1943-1945), membre del Comitè Central del Partit Comunista Danès durant 51 anys (1939-1990), i parlamentari pel DKP.

## Biografia
En Fuglsang era fill del Peder Rasmussen Fuglsang i de na Gjertrud Marie Elisabeth, casats a la parròquia de Stenstrup el març del 1905.
El Villy Fuglsang va treballar com a encarregat de granja entre 1926 i 1935 i, al mateix temps, va avançar dins el cercle íntern del Partit Comunista Danès (DKP), essent elegit per a la junta principal de la Joventut Comunista Danesa el 1939. El 1935, va ser enviat a una escola política a Moscou. Del 1939 al 1990 va ser membre del comitè central del DKP.
El març de 1937, en Fuglsang va marxar a Espanya per participar en la Guerra Civil espanyola, on va ser nomenat tinent de la 11a Brigada Internacional.
Després d'un atac fallit a Brunete el juliol de 1937, va ser ascendit a capità i va rebre la tasca de comissari de policia encarregat del desenvolupament ideològic dels soldats. Es va creure necessari atès que la moral després de l'ofensiva de Brunete no era la millor. La tasca d'en Fuglen era suavitzar i explicar als voluntaris allò necessari.
En Fuglen va ser ferit durant els combats a l'Aragó de l'agost de 1937, i ja no va tornar al front, sinó que retornà a Dinamarca la primavera del 1938.
El 1941 va ser arrestat per la policia danesa per violar la Kommunistloven, llei anticomunista, que prohibia el Partit Comunista Danès, i va ser col·locat al camp de Horserødlejren sota vigilància danesa. D'aquí, el 1943, va ser deportat juntament amb 149 comunistes més al camp de concentració de Stutthof prop de Danzig, a l'Alemanya, però va sobreviure i va tornar a Dinamarca via Moscou. Al país alliberat del nazisme, va esdevenir membre del parlament del DKP en diverses ocasions, durant un total de 18 anys.
Per a l'esquerra, es va convertir en una llegenda viva i va romandre actiu fins al darrer moment. En aquesta etapa de la seva vida va escriure diversos llibres, i era requerit per a fer conferències.